# Tomorrow: When the War Began
Tomorrow: When the War Began è una serie TV australiana.

## Produzione
La serie TV è stata girata dal 14 settembre al 13 novembre 2015[3] a Melbourne, sul Barwon Heads Bridge, e a Clunes, Victoria[4][5]. Il 27 novembre 2015, ABC annuncia la nuova forma che prenderà nel 2016 (il cambio del nome in Freeform) con l'annuncio di nuove serie, tra cui Tomorrow: When the War Began[6], mentre il 1º gennaio 2016 viene rilasciato il primo trailer della serie[7], la quale conta 6 episodi ed è andata in onda sul canale ABC3 dal 23 aprile al 28 maggio 2016. 

## Trama
Ellie va in campeggio insieme ai suoi amici Corrie, Fiona, Robyn, Lee, Homer e Kevin per trascorrere le vacanze. La meta è un bosco chiamato Hell ("Inferno") perché, nonostante sia un posto bellissimo, nessuno lo visita a causa di vecchie leggende. I ragazzi si divertono e parlano di progetti futuri e aspirazioni. Una notte, però, Ellie sente dei rumori provenienti dall'alto: sono degli aerei senza luci che volano a bassa quota. Il giorno dopo i ragazzi discutono dell'accaduto, prendendo la cosa con leggerezza o almeno senza avanzare sospetti.
Dopo i cinque giorni in montagna, i sette amici tornano a casa di Ellie. Tutto è deserto: la sua famiglia è scomparsa e gli animali sono in gravissime condizioni. Qualcosa di grave è successo, ma nessuno riesce a capire cosa. Senza perdersi d'animo si dirigono verso casa di Homer per vedere se la situazione è la stessa e con gran dispiacere notano che anche lì non c'è nessuno: non c'è neanche corrente e il telefono non funziona. Dopo aver controllato casa di Corrie e aver letto il fax che suo padre ha mandato si rendono conto che è iniziata una guerra e che i loro parenti, i loro amici e tutti gli abitanti di Wirrawee sono stati catturati e si trovano sotto il dominio degli invasori stranieri. Ellie e i suoi amici cominciano a studiare ogni mossa per poter attaccare e ritornare alle loro vecchie vite.
Si rifugiano temporaneamente all'"Inferno", il posto più sicuro che conoscono.

### Personaggi e interpreti
- Eleanor "Ellie" Linton (stagione 1-in corso), interpretato da Molly Daniels.  Figlia unica e avendo vissuto in una fattoria, è facile immaginare come Ellie sia cresciuta forte e determinata. Spesso vista come un'ostinata dalle persone accanto a lei, l'audacia di Ellie e la sua personalità la portano spesso ad avere problemi con i suoi amici e a mettere in pericolo la sua vita. Ognuno di noi ha i suoi pregi e i suoi difetti e anche Ellie ovviamente ha i suoi. La sua lealtà verso gli amici, l'amore per la famiglia, l'intelligenza e l'ingenuità sono soltanto alcuni. L'esperienza di Ellie è servita a farla maturare, dalle sue semplici origini a una vera leader.
- Homer Yannos  (stagione 1-in corso), interpretato da Narek Arman.  Proviene da una famiglia di campagna in Grecia ed è figlio più piccolo di George Yannos. Spesso viene visto come un immaturo e un narcisista ma in realtà Homer è leale, gentile e furbo. Homer è molto forte sia dal punto di vista fisico sia da quello della personalità. Una delle costanti della vita di Homer è la competizione con la sua migliore amica Ellie. Sono in continua sfida e lo sono stati anche in passato. Allo stesso tempo, però, Ellie è la migliore amica che ha, qualcuno che lo rispetta e lo ammira, cosa che lui ricambia.
- Lee Takkam (stagione 1-in corso), interpretato da Jon Prasida. Figlio più grande di una famiglia di immigrati ed un amabile, passionale, apprensivo, talentuoso giovane uomo. Una situazione difficile, però, fa sì che Lee perda il controllo: a volte diventa aggressivo, feroce, omicida e imprevedibile. Prima dell'arrivo della guerra Lee aveva due grandi passioni: la musica e i film. Un grande aspetto della sua personalità è l'orgoglio ma, d'altro canto, la vergogna. Lee si vergogna del suo paese, di quello che è successo a lui e alla sua famiglia. Vuole che tutto ritorni indietro, per far guerra agli invasori e fare la differenza. In Lee lo stimolo per la distruzione e l'istinto di sopravvivenza sono in continua lotta.
- Fiona "Fi" Maxwell (stagione 1-in corso), interpretato da Madeleine Clunies-Ross.  Ragazza graziosa e timida. Nei momenti di pericolo Fi sembra essere quella che ha più paura di tutti ma a volte sa anche essere la più coraggiosa. Nonostante dimostri sempre il suo timore continua ad andare avanti proprio quando tutti gli altri pensano di mollare.
- Corrie Mackenzie (stagione 1-in corso), interpretato da Madeleine Madden. La migliore amica di Ellie, la compagna senza la quale non avrebbe condiviso nessuna cosa sin da quand'era piccola, ma soprattutto senza la quale non avrebbe neanche sognato le loro vite da adulte. Corrie spesso mostra una grande determinazione, è molto sveglia ma la sua tenacia con l'avanzare degli invasori verrà messa a dura prova. Alla fine Corrie trova la forza dentro di sé, senza lasciar che le paure prendano il sopravvento su di lei.
- Kevin Holmes (stagione 1-in corso), interpretato da Andrew Creer. Fidanzato di Corrie ed è considerato il più "rurale" di tutti loro. Orgoglioso di aver avuto una vita molto semplice a Wirrawee e non favorevole ai cambiamenti, Kevin avrà una reazione emotiva sorprendente dovuta alla guerra. È leggermente aggressivo e arrogante ma sa essere responsabile di fronte al pericolo, e quando si presenta l'opportunità dimostra a se stesso che ha la forza per affrontare tutto.
- Robyn Mathers (stagione 1-in corso), interpretato da Fantine Banulski. Figlia unica di una famiglia molto religiosa. È una ragazza molto tranquilla che adora la competizione e vincere nelle cose in cui è la migliore. Le sue azioni in difesa degli amici quando il mondo sembra cadergli addosso fanno capire quanto sia forte interiormente. La sua principale caratteristica è la fiducia, una forza interiore che fa sì che il suo essere Cattolica la mandi avanti anche nel bel mezzo di una guerra.